# Scoloposcelis flavicornis
Scoloposcelis flavicornis är en insektsart som beskrevs av Reuter 1871. Scoloposcelis flavicornis ingår i släktet Scoloposcelis och familjen näbbskinnbaggar. Inga underarter finns listade i Catalogue of Life.